# Åsle distrikt
Åsle distrikt är ett distrikt i Falköpings kommun och Västra Götalands län.
Distriktet ligger öster om Falköping.

## Tidigare administrativ tillhörighet
Distriktet inrättades 2016 och utgörs av socknen Åsle i Falköpings kommun.
Området motsvarar den omfattning Åsle församling hade vid årsskiftet 1999/2000.